# Eclose-Badinières
Eclose-Badinières är en kommun i departementet Isère i regionen Auvergne-Rhône-Alpes i sydöstra Frankrike. Kommunen ligger i kantonen Bourgoin-Jallieu som tillhör arrondissementet La Tour-du-Pin. År 2017 hade Eclose-Badinières 1 434 invånare.
Kommunen bildades den 1 januari 2015, då kommunerna Badinières och Eclose gick samman. Kommunens huvudort är Eclose.